# San Tirso (Cangas de Onís)
San Tirso (en asturiano y oficialmente: San Tiso) es un lugar que pertenece a la parroquia de Margolles en el concejo de Cangas de Onís (Principado de Asturias). Se encuentra a 180 m s. n. m. y está situada a 17 km de la capital del concejo, la ciudad de Cangas de Onís. 

## Población
En 2020 contaba con una población de 5 habitantes (INE, 2020) repartidos en un total de 7 viviendas (INE, 2010).